# Lyndal Davies
Lyndal Davies, nacida en Brisbane, Australia en 1967, es una zoóloga y documentalista australiana graduada en la Queensland University. Es famosa por animar la serie Lyndal's lifeline, traducida al castellano como "Lyndal al Rescate".

## Abreviatura (zoología)
La abreviatura Davies  se emplea para indicar a Lyndal Davies como autoridad en la descripción y taxonomía en zoología.

- Datos: Q6708615